# Universitat de Reading
La Universitat de Reading és una universitat d'Anglaterra a la ciutat de Reading, Berkshire. Establerta en 1892, va rebre la seva Carta Reial en 1926. Aquesta Universitat té una llarga tradició de recerca, educació i formació a nivell tant nacional com a internacional. Va ser guardonada amb el Queen's Anniversary Prize (Premi de l'aniversari de la Reina) pel seu elevat nivell d'educació en 1998, i novament en 2005. És una de les deu universitats del Regne Unit de major desenvolupament en recerca, així com una de les 200 universitats més importants del món.

## Història

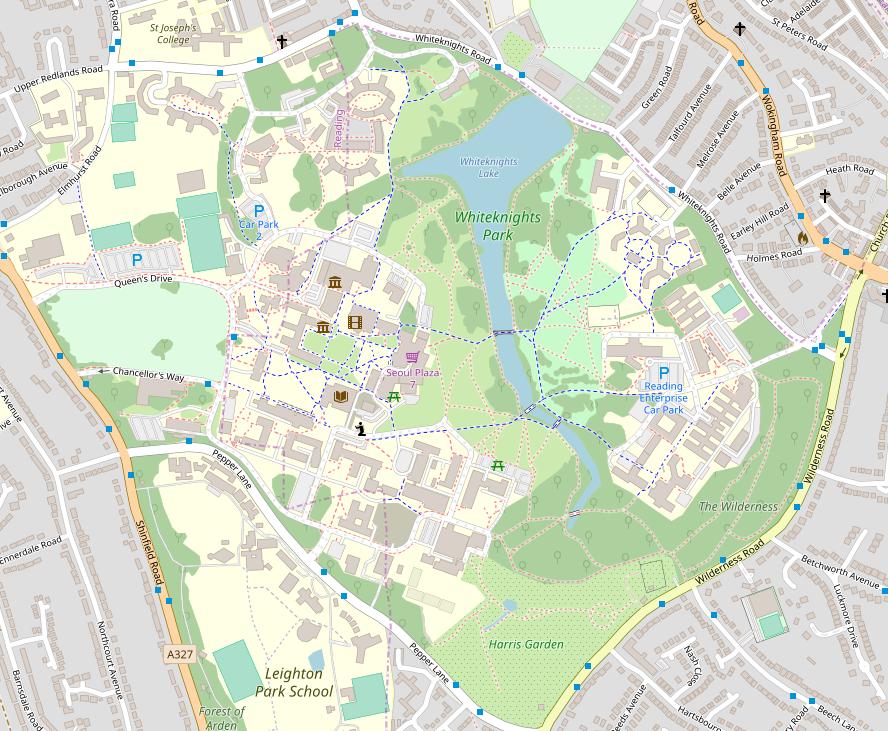
Plànol del Campus Whiteknights, el més gran de la Universitat de Reading, en el qual es pot veure el seu llac.

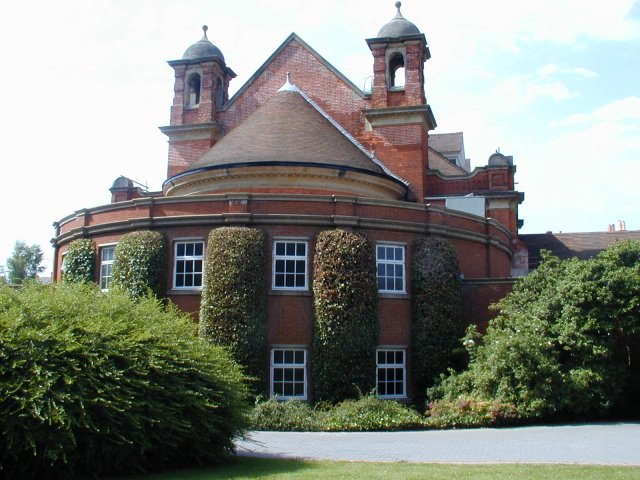
El Gran Saló de la universitat, situat al Campus London Road, és un dels seus edificis més emblemàtics.

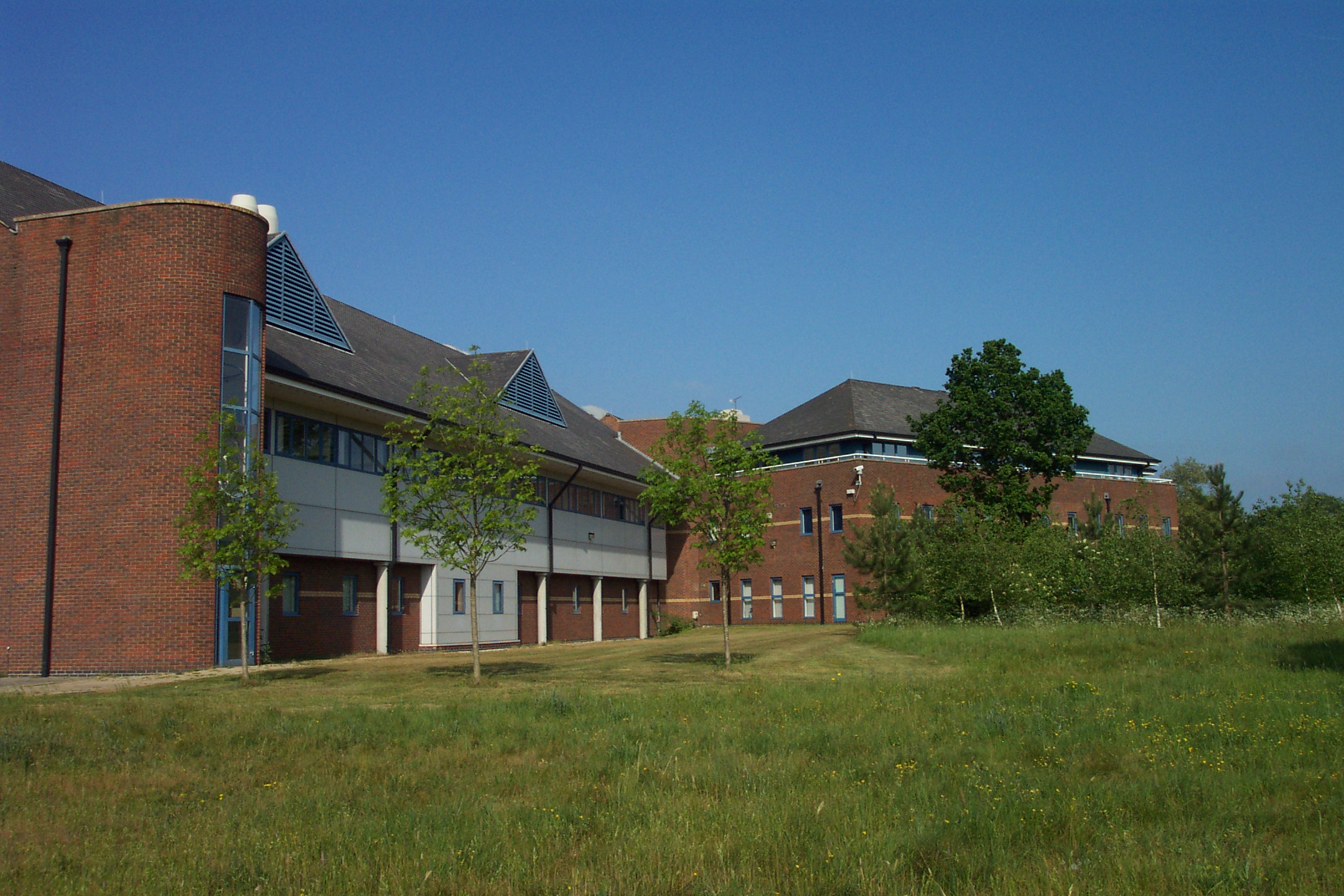
El Centre de Ciència i Tecnologia, al campus Whiteknights.

La Universitat deu el seu origen a les escoles d'Art i Ciències establertes en Reading en 1860 i 1870. Aquestes van passar a formar part d'una extensió del Col·legi de Christ Church de la Universitat d'Oxford en 1892, que va passar a ser conegut com a University College de Reading.
El nou col·legi va rebre la seva primera concessió de tresoreria en 1901. Tres anys més tard se li va donar un lloc, en London Road per part de la coneguda família Huntley & Palmers. Aquesta família va contribuir econòmicament al desenvolupament del col·legi.
El col·legi va sol·licitar per primera vegada una Carta Real en 1920 però no va tenir èxit en aquest moment. No obstant això una segona petició, en 1925, sí que va ser acceptada, i la carta va ser concedida oficialment el 17 de març de 1926. Amb la Carta, el University College es va convertir a la Universitat de Reading, l'única universitat nova que es va crear a Anglaterra entre les dues guerres mundials.
En 1947 la Universitat va comprar el Parc Whiteknights, que es convertiria al seu principal campus, Xarxa Brick (maó vermell). En 1982 es va fusionar amb el Bulmershe College, d'Educació Superior, que es va convertir en el seu tercer campus.
A l'octubre de 2006, la Junta Superior de Gestió va proposar la clausura del seu Departament de Física per a una futura aplicació de pregrau. Aquesta proposta va ser atribuïda a raons financeres i falta d'idees alternatives, i va causar una considerable controvèrsia, que fins i tot va arribar a un debat al Parlament sobre el tancament, i una important discussió sobre l'educació superior en general. El 10 d'octubre el Senat va votar a favor de tancar el Departament de Física, actuació confirmada pel Consell el 20 de novembre. Altres departaments tancats en els últims anys inclouen Música, Sociologia, Geologia i Enginyeria Mecànica.
El gener de 2008, la Universitat va anunciar la seva fusió amb l'Escola Superior de Gestió de Henley per crear el nou Henley Business School. La fusió va prendre efecte l'1 d'agost de 2008, amb la nova escola de negocis situada al costat del Campus Whiteknights, dins del nou Campus Greenland.

## Campus
La Universitat té una extensió d'1,6 km², distribuïts en quatre campus:
- Campus Whiteknights: És el més gran, i inclou el llac Whiteknights. En ell està la principal biblioteca de la universitat.
- Campus London Road: Està situat a la universitat original, i és el més proper al centre de Reading.
- Campus Bulmershe Court: Antic Bulmershe Teaching College, és el segon més ampli.
- Campus Greenlands: Situat al costat del Tàmesi, forma part de la universitat des d'agost de 2008.

## Desenvolupament de recerca i negocis
La universitat va tenir uns ingressos per a recerca de 24,5 milions £ en 2003-4, dels quals al voltant del 10% provenien de patrocinadors comercials. Més de 2 milions de lliures de finançament es van garantir en 2004 per al desenvolupament empresarial i les activitats comercials a la Universitat.
En l'exercici d'Avaluació de la Recerca en 2001, cinc departaments es van adjudicar les majors subvencions: Arqueologia, Anglès, Italià, Meteorologia i Psicologia. El Departament de Meteorologia va ser distingit amb el Premi de l'Aniversari de la Reina d'Educació Superior en 2005 i és conegut internacionalment per la seva formació i la recerca del temps, el clima i l'oceanografia física. En 2014, l'Escola d'Agricultura va obtenir el primer lloc en el Regne Unit i l'onzè del món en la classificació d'Universitats per àrea. Els seus centres de recerca inclouen el Centre d'Horticultura i Paisatgística, el Biocentre i el Centre de Microscopía Avançada.